# مهرجان السينما الأفروآسيوية
مهرجان السينما الأفروآسيوية (AAFF) هو مهرجان سينمائي دولي أقيم في ثلاثة مدن هما: طشقند بأوزباكستان والقاهرة بمصر وجاكرتا بإندونيسيا خلال الأعوام 1958 و1960 و1964 على التوالي.   أقيم أول مهرجان سينمائي أفريقي آسيوي في طشقند بأوزبكستان عام 1958. شاركت ما مجموعه 14 دولة آسيوية وأفريقية، إلى جانب ثماني دول آسيوية سوفيتية أخرى.